# 潜行者系列
浩劫殺陣系列是第一人称射击类恐怖游戏，由乌克兰电子游戏开发商GSC Game World制作。游戏设定在切尔诺贝利核事故地点周围，并零散借鉴了小说《Roadside Picnic》和1979年电影《潛行者》。系列在2007年至2009年间共推出三款游戏，皆对应Windows平台。

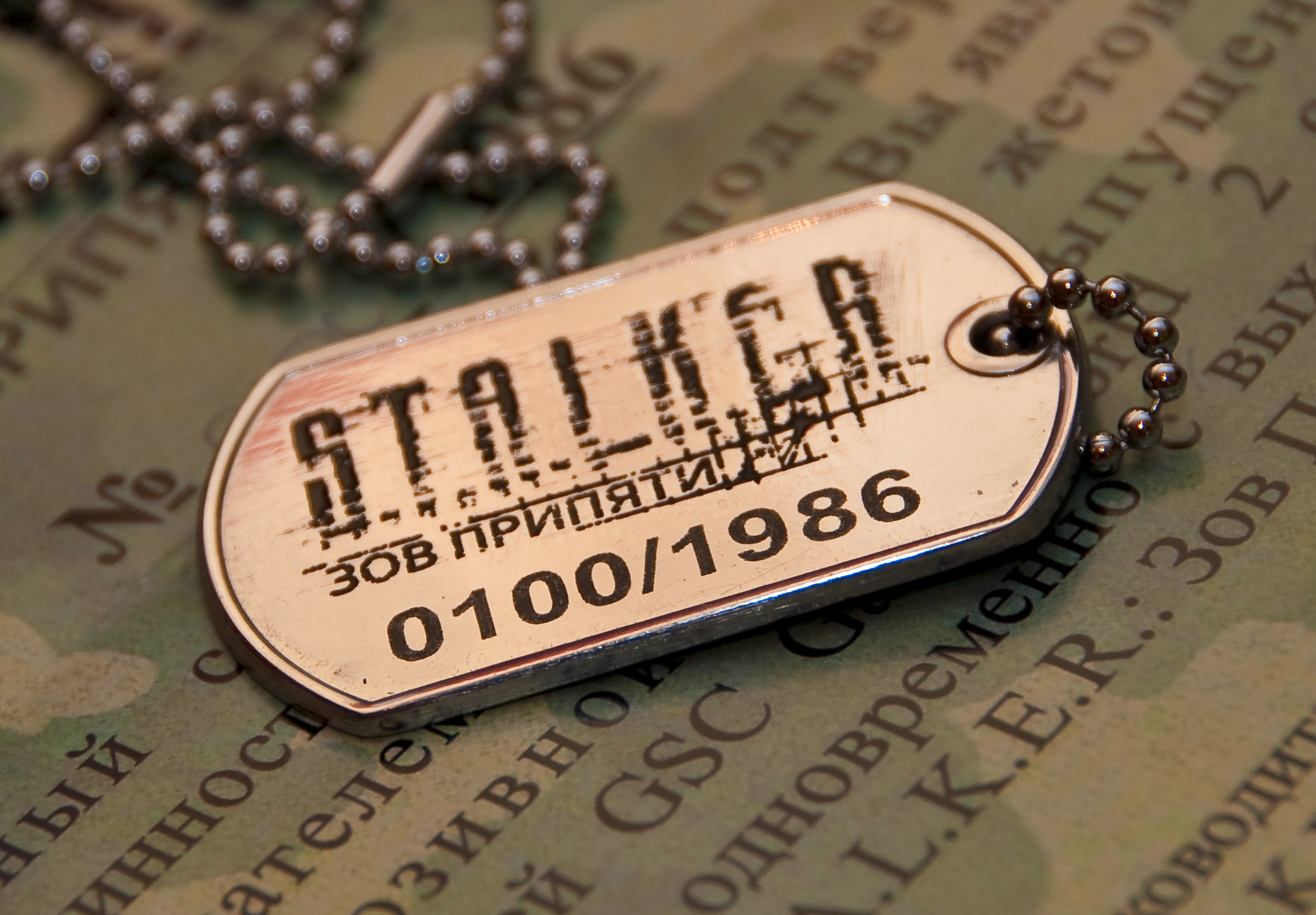
潜行者：普里皮亚季的召唤 狗牌

2012年终止制作的《浩劫殺陣2》，於2018上半年宣佈重啟開發，由虚幻5引擎提供支持，並公佈製作中的遊戲官方頁面連結，預定於2024年發售。

## 游戏
- 浩劫殺陣：車諾比之影（2007）
- 浩劫殺陣：晴空染血（2008）
- 浩劫殺陣：混沌召喚（2009）
- 潜行者2：切尔诺贝利之心（2024）[1]

## 评价
系列获西方媒体好评。三部游戏在Metacritic上的汇总得分依次为82、75、80。